# Hendrik Strick
Hendrik Strick (Borgerhout, 20 juni 1892 - Antwerpen, 25 augustus 1978) was een Belgisch kunstschilder en leraar. Hij schilderde en tekende portretten, landschappen en stillevens. Ook gaf hij les in tekenen en kunstgeschiedenis aan onder andere het Xaveriuscollege in Borgerhout.

## Biografie
Hendrik Strick studeerde aan de Koninklijke Academie voor Schone Kunsten van Antwerpen bij o.a. Juliaan De Vriendt en Isidore Opsomer. In 1914 behaalde hij de stadsprijs. Laureaten van die prijs mochten een muurschildering maken in een openbaar gebouw, maar door het uitbreken van de Eerste Wereldoorlog kon dat werk niet worden uitgevoerd.
Na de oorlog bleek de nodige verf en kwasten meer te kosten dan de prijs opbracht en de muurschildering is er nooit gekomen. De eerste twee oorlogsjaren trok hij met z'n ouders naar Nederland. Hij werd afgekeurd voor militaire dienst, omdat hij te weinig woog, maar in 1916 meldde hij zich als vrijwilliger. Als soldaat vertrok hij uit Rotterdam naar Engeland en later naar Frankrijk, waar hij de laatste twee oorlogsjaren in de loopgraven aan het front doorbracht. Zijn ervaringen daar liggen mee aan de basis van de donkere kleuren in z'n schilderijen. In 1918 ontving hij de Van Leriusprijs voor schilderkunst.
Hij heeft verschillende werken verkocht (vooral portretten), maar nooit genoeg om in zijn levensonderhoud te voorzien. Hij studeerde viool en werkte van 1920 tot 1930 als violist in de Opera van Antwerpen. Hij heeft ook zelf enkele violen gebouwd.
In 1925 trouwde hij met Clara Ernst. Zij vestigden zich in de Michiel Melynstraat in Deurne (Antwerpen), vlak bij het park Rivierenhof. Zij kregen 3 kinderen Jan (1927-2005), Helena (1929) en Hilda (1931-2014). Hij had z'n atelier op de eerste verdieping van het huis.
Op het einde van de Tweede Wereldoorlog (1940-1945) kregen Antwerpen en omgeving het zwaar te verduren door de "Vliegende bommen", de Duitse V1 en V2. Heel wat van z'n schilderijen raakten toen beschadigd door rondvliegend glas.

## Schilderkunst
Vanuit het impressionisme was hij op zoek naar een eigen, persoonlijke stijl. Zijn schilderijen zijn erg sober en tonen een groot gevoel van inleving met het onderwerp.
In sombere perioden maakte hij vrij donkere schilderijen (bv. "Rustende meid", 1936; "Overpeinzing", 1951). Later werd z'n werk vaak lichter en ging hij op zoek naar harmonie (bv. "Jeugd", 1951)
Zijn "Blonde Dame" uit 1941 werd opgenomen in de collectie van het museum voor schone kunsten in Antwerpen (Vlaamse kunstcollectie, inventarisnummer 2393). Zijn "Sneeuwlandschap" werd aangekocht door het Xaveriuscollege en bevindt zich waarschijnlijk op Capenberg.
In de jaren zestig heeft hij enkele abstracte werken geschilderd, waarbij vooral het beweeglijke lijnenspel en de kleurvlakken opvallen. Maar hij keerde altijd terug naar het figuratieve. Hij had een voorkeur voor eenvoudige onderwerpen en grote kleurvlakken. Vaak ging hij op zoek naar de spiegeling van het licht in de onderwerpen (bv. "Het Glas" 1950) of bekeek hij het onderwerp vanuit een andere hoek (bv. "Blonde Dame", 1941).
Naast vele stillevens en landschappen heeft hij heel wat portretten gemaakt. Zowel in zijn geschilderde als zijn getekende portretten wist hij de persoonlijkheid van z'n onderwerp juist te treffen.

## Portretten (selectie)
- 1913 Mevr. Van Hoof, Leuven, olieverf op doek
- 1916 Mevr. Netelerkamp, Amsterdam, tekening
- 1920 tekening
- 1920 Carl Wiesz, tekening
- 1922 Mevr. De Groodt
- 1924 (pianist en componist), olieverf op doek (in het bezit van de familie Durlet)
- 1937 tekening
- 1937 Mej. Cogels, tekening
- 1939 (z'n dochter), olieverf op doek
- 1940 (z'n buurman en tuinarchitect van het Rivierenhof), tekening
- 1944 Mevr. Clara Ernst (z'n echtgenote), olieverf op doek
- 1946 Dhr. Chardome, olieverf op doek
- 1949 Dhr. Lauwereys, tekening